# Pain, Amour et Fantaisie
Série Pain, Amour etc.
Pain, Amour et Jalousie
(1954)
Pour plus de détails, voir Fiche technique et Distribution.
Pain, Amour et Fantaisie (Pane, amore e fantasia) est un  film italien réalisé par Luigi Comencini, sorti en 1953.
Premier épisode de la série de films Pain, Amour etc., le film présente une image de l'Italie d'après-guerre.
Le titre du film lui vient de l'une de ses propres répliques, où on entend :
- De Sica (à un paysan assis sur une marche en train de manger) : « Que manges-tu ? »
- Le paysan (l'air triste) : « Du pain. »
- De Sica : « Et dans le pain ? »
- Le paysan : « De l'imagination. » (fantasia en italien)

## Synopsis
L'histoire se passe à Sagliena, un village de montagne imaginaire dans une région perdue d'Italie. Vittorio De Sica interprète un maréchal de logis des carabiniers, Antonio Carotenuto. Entre deux âges il pense qu'il serait grand temps de se marier, et jette son dévolu sur la jeune Maria De Ritis (Gina Lollobrigida), surnommée "La Bersagliera", dont il voudrait faire sa fiancée, mais elle est déjà amoureuse du subordonné timide de Carotenuto, Pietro Stelluti (Roberto Risso). Se méprenant sur la fierté qu'elle montre à son égard, il lui fait des avances, mais elle le rabroue. Abandonnant la jeune fille dans les bras de Pietro, Carotenuto vise maintenant la sage-femme du village, Annarella Mirziano (Marisa Merlini). Mais l'affaire devient encore plus compliquée quand Annarella veut faire comprendre à Antonio qu'elle l'aime. C'est qu'elle cache un secret et le maréchal des logis va se trouver bientôt dans une situation bien difficile.

## Fiche technique
- Titre du film : Pain, amour et fantaisie
- Titre original : Pane, amore e fantasia
- Réalisation : Luigi Comencini
- Scénario : Ettore Maria Margadonna, L. Comencini d'après un sujet d'E. M. Margadonna
- Photographie : Arturo Gallea, noir et blanc
- Musique : Alessandro Cicognini
- Production : Titanus (Marcello Girosi)
- Durée : 88 minutes
- Pays d'origine :  Italie
- Genre : Comédie romantique
- Date de sortie : 
  - Italie : 22 décembre 1953
  - France : 19 mai 1954
- Affiches : Marcel Jeanne (France), Enzo Nistri (Italie)

## Distribution
- Vittorio De Sica (VF : Roger Tréville) : le maréchal Antonio Carotenuto
- Gina Lollobrigida : Maria De Ritis, "La Bersagliera"
- Marisa Merlini (VF : Hélène Tossy) : Annarella Mirziano
- Virgilio Riento : Don Emidio
- Tina Pica : Caramella, la domestique
- Maria-Pia Casilio : Paoletta
- Roberto Risso : le carabinier Pietro Stelluti
- Memmo Carotenuto (VF : Jean Clarieux) : le carabinier Sirio Baiocchi
- Gigi Reder : Ricuccio

## Critique
Pain, Amour et Fantaisie est généralement considéré comme l'exemple le plus célèbre de néoréalisme rose.
Beaucoup de critiques estiment que c’est le meilleur film de Gina Lollobrigida et celui où elle est la plus naturelle.

## Autour du film

### Suites
Du fait de la popularité du film, deux suites ont été tournées, la première avec Lollobrigida et la seconde avec Sophia Loren : Pain, Amour et Jalousie et Pain, amour, ainsi soit-il.

## Récompenses
- Ours d'argent lors de la Berlinale 1954[1]